# Pseudomerulius
Pseudomerulius är ett släkte av svampar. Enligt Catalogue of Life ingår Pseudomerulius i familjen Tapinellaceae, ordningen Boletales, klassen Agaricomycetes, divisionen basidiesvampar och riket svampar, men enligt Dyntaxa är tillhörigheten istället familjen Coniophoraceae, ordningen Boletales, klassen Agaricomycetes, divisionen basidiesvampar och riket svampar.
|                | Tapinella |
|                | |
|                | Bondarcevomyces |
|                | |
| Pseudomerulius | \| \| Pseudomerulius curtisii \| \| \| \| \| \| Pseudomerulius aureus \| \| \| \| \| \| Pseudomerulius elliottii \| \| \| \| |
|                | \| \| Pseudomerulius curtisii \| \| \| \| \| \| Pseudomerulius aureus \| \| \| \| \| \| Pseudomerulius elliottii \| \| \| \| |
|                | Pseudomerulius curtisii |
|                | |
|                | Pseudomerulius aureus |
|                | |
|                | Pseudomerulius elliottii |
|                | |

|  | Pseudomerulius curtisii  |
|  |                          |
|  | Pseudomerulius aureus    |
|  |                          |
|  | Pseudomerulius elliottii |
|  |                          |